# Chemellier

Chemellier este o comună în departamentul Maine-et-Loire, Franța. În 2009 avea o populație de 717 de locuitori.